# Франц фон Бентхайм-Текленбург
Франц Фридрих Фердинанд Адолф фон Бентхайм-Текленбург-Реда (на немски: Franz Friedrich Ferdinand Adolf Fürst zu Bentheim-Tecklenburg-Rheda) е княз на Бентхайм-Текленбург-Реда и господството Лимбург във Вестфалия и шеф на фамилията Бентхайм-Текленбург (1872 – 1885), политик и пруски генерал-лейтенант.

## Биография
Роден е на 11 октомври 1800 година в Реда. Той е третият син на граф (от 1817 г. княз) Емил Фридрих Карл фон Бентхайм-Текленбург (1765 – 1837) и съпругата му Луиза Вилхелмина фон Сайн-Витгенщайн-Хоенщайн (1768 – 1828), дъщеря на граф Йохан Лудвиг фон Сайн-Витгенщайн-Хоенщайн (1740 – 1796) и Вилхелмина Хенриета фон Пюклер-Лимпург (1738 – 1772). Брат е на Мориц Казимир (1795 – 1872), княз на Бентхайм-Текленбург (1837 – 1872), Максимилиан Карл Лудвиг (1797 – 1847) и Адолф Лудвиг (1804 – 1874), пруски генерал-лейтенант.
Франц фон Бентхайм-Текленбург учи в Дюселдорф и Дармщат, следва от 1822 до 1824 г., придружен от възпитател, в университетите в Хайделберг, Бон и Марбург.
През 1826 г. той е секундер-лейтенант в пруската кавалерия. През 1843 г. става премиер-лейтенант и от 1844 ритмайстер. През 1852 г. той е майор, 1854 – офицер à la suite на войската, 1865 – полковник, 1869 – генерал-майор и генерал-лейтенант. Той е рицар на Йоанитския орден.
Франц фон Бентхайм-Текленбург наследява като княз на 5 декември 1872 г. бездетния си по-голям брат Мориц Казимир. Той става племенен господар, 1884 г. наследствен племенен господар в провинциалното народно събрание на провинция Вестфалия, член на обединеното народно събрание и в пруския херенхауз.
Франц фон Бентхайм-Текленбург умира неженен и бездетен на 8 януари 1885 година в Реда на 84-годишна възраст. Наследен е от племенника му Густав (1849 – 1909).

## Галерия
- Герб на Бентхайм
- Герб на княз фон Бентхайм-Текленбург-Реда